# Усе для всіх: Ліл Піп
«Усе для всіх: Ліл Піп» (англ. Everybody's Everything) — документальний фільм 2019 року про життя Густава Ара, американського репера, більш відомого під псевдонімом Lil Peep. Фільм знятий режисерами Себастьяном Джонсом, Рамезом Сільяном і продюсером Бенджаміном Солі.
Фільм розповідає про історію життя Густава, починаючи з його дитинства в Лонг-Біч, Нью-Йорк, про його стрімкий зліт на андерграунд сцені та в музичній індустрії, аж до його смерті 15 листопада 2017 у віці 21 року. Назва фільма взята з поста Піпа в інстаграмі, що він виклав за день до своєї смерті. Він написав: «Я хочу бути всім для всіх».
Прем'єра фільму відбулася на фестивалі SXSW 10 березня 2019 року, а 15 листопада того-ж року компанія Gunpowder & Sky випустила його у прокат по всьому світу.
Фільм вийшов одночасно з однойменним альбомом-збіркою.

## Акторський склад
- Lil Peep
- Ghostemane
- Horse Head
- Juicy J
- Post Malone
- Rob Cavallo
- Smokeasac
- iLoveMakonnen
- BigHead
- Lil Tracy
- Fish Narc
- JGRXXN
- Mackned
- John Womack
- Liza Womack
- Yawns

## Сприйняття
На агрегаторі рецензій Rotten Tomatoes фільм має рейтинг схвалення 100 % на основі 21 рецензії із середньою оцінкою 7,4/10. Metacritic, який використовує середньозважену оцінку, привласнив фільму 73 бали зі 100 на основі 6 критиків, що означає «Загалом сприятливі відгуки».
IndieWire включив фільм до десятки кращих кіно і телепроектів SXSW, а Variety — до дванадцяти кращих фільмів фестивалю. Дрейк назвав фільм «геніальним» в інтерв'ю Rap Radar, а Джастін Стейпл із Vice назвав його «визначальним документом покоління soundcloud-репу».